# Řád křídla sv. Michaela

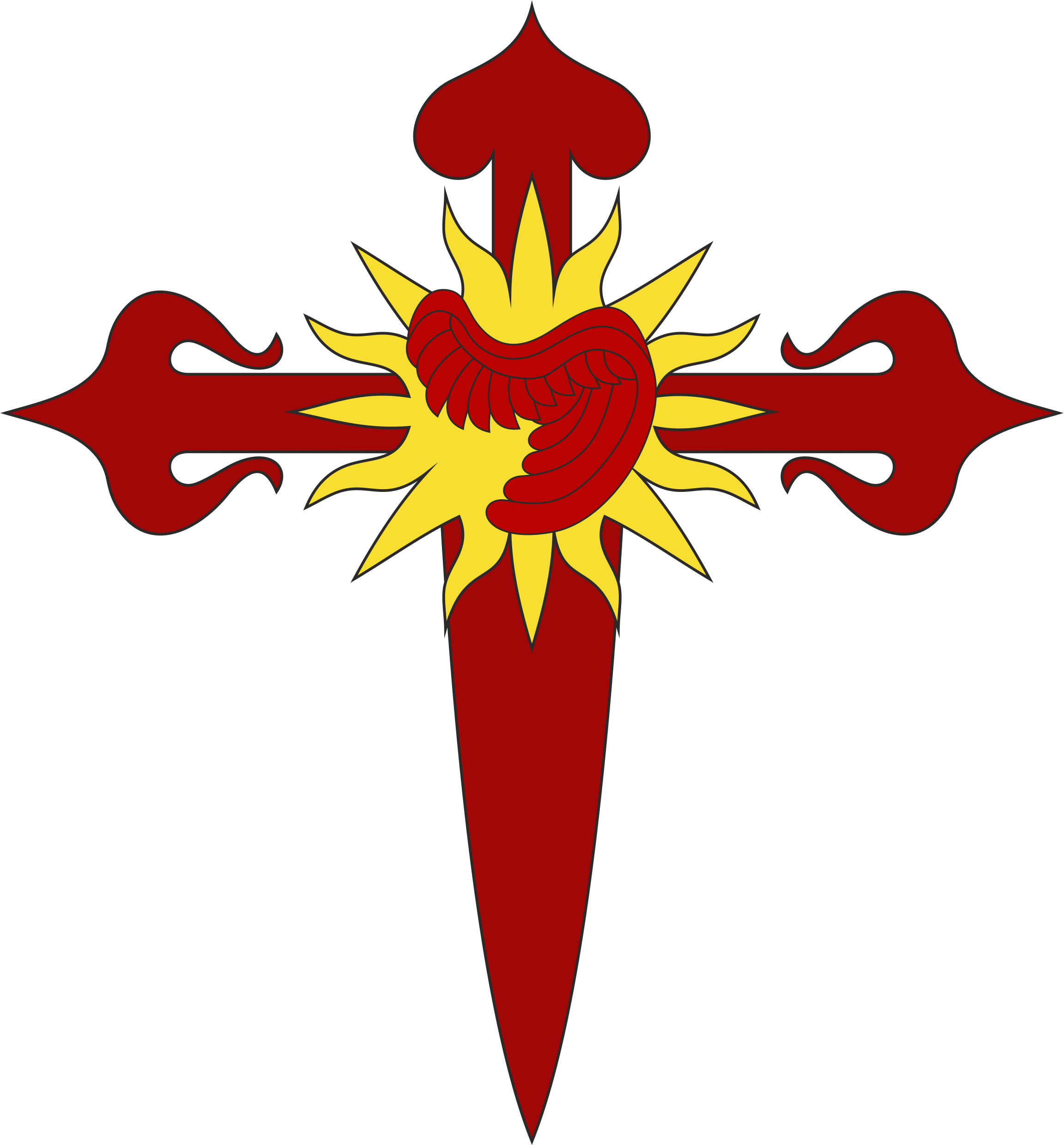
Symbol řádu Křídla sv. Michala

Královský řád křídla sv. Michala (portugalsky Real Ordem de São Miguel da Ala) je nejstarším portugalským rytířským řádem. Nebyl, jako jiné portugalské rytířské řády, převeden pod státní pravomoc, takže velmistrem řádu zůstal potomek portugalského královského rodu Duarte II., vévoda z Braganzy.
Řád byl založen r. 1147 portugalským králem Alfonsem I., k poctě skupiny rytířů Řádu sv. Jakuba, kteří mu pomohli 8.5.1147, na den sv. Michala, dobýt na Maurech město Santarém. Řád se řídil cisterciáckou řeholí a jeho hlavní sídlo bylo v královském opatství Alcobaça. Založení řádu bylo potvrzeno r. 1171 papežem Alexandrem III., a toto datum se občas chybně objevuje jako datum založení řádu.
Řád upadl v neužívání po r. 1733 a proto nebyl r. 1910, po pádu monarchie, převeden pod pravomoc státu. Byl obnoven r. 1848 portugalským králem Michalem I., který se po prohře v občanské válce r. 1834 uchýlil do exilu v Římě, kde řád obnovil jako katolickou tajnou společnost, která měla za cíl boj proti svobodnému zednářství a za obnovu absolutistické monarchie v Portugalsku. Po papežském zákazu tajných společností opět v následujícím desetiletí upadl v neužívání. Poté byl až do r. 1986 občas udělován jeho potomky.
R. 1986 pretendent portugalského trůnu, Duarte II., vévoda z Braganzy, který je hlavou portugalského královského rodu, oznámil portugalské vládě a Svatému stolci, že se považuje za velmistra řádu a počal jej udělovat. V r. 2001 tento velmistr vydal nový statut řádu a založil Královské bratrstvo řádu křídla sv. Michala.
Členství v řádu může být uděleno komukoliv, bez ohledu na pohlaví, náboženství či národnost, a to za výjimečné služby královské charitě či za šíření úcty k sv. Michalovi. Členové řádu, kteří jsou katolického vyznání, se mohou stát členy Královského bratrstva. Řádové stupně jsou páže, rytíř, rytíř – komandér, rytíř – velkodůstojník, rytíř – velkokřižník, řádový řetěz.